# Ireneusz Zyska
Ireneusz Zyska (ur. 5 sierpnia 1969 w Świebodzicach) – polski polityk, prawnik, przedsiębiorca i samorządowiec, poseł na Sejm VIII, IX i X kadencji (od 2015), sekretarz stanu w Ministerstwie Klimatu (2019–2020), sekretarz stanu w Ministerstwie Klimatu i Środowiska (2020–2023).

## Życiorys
W latach 1986–1990 był współpracownikiem Solidarności Walczącej. Działał w środowiskach młodzieżowego ruchu oporu, należał do Ruchu Młodzieży Niezależnej. W latach 1990–1994 i 1998–2000 prowadził własne przedsiębiorstwo handlowe. Od 1996 do 1997 zasiadał w zarządzie okręgu wałbrzyskiego Ruchu Odbudowy Polski. Ukończył w 2002 studia prawnicze na Wydziale Prawa i Administracji Uniwersytetu Wrocławskiego, a w 2005 studia podyplomowe z wyceny nieruchomości w Wyższej Szkole Bankowej we Wrocławiu. Uzyskał uprawnienia radcy prawnego. Od 2000 do 2006 pracował kolejno w departamencie prawnym jednej ze spółek prawa handlowego oraz w kancelarii syndyka.
W 2006 i w 2010 wybierany na radnego Świebodzic z listy KWW Bogdana Kożuchowicza (ponadto w 2007 kandydował bezskutecznie do Sejmu jako bezpartyjny z listy Prawa i Sprawiedliwości). Od 2006 do 2011 zajmował stanowisko zastępcy burmistrza tego miasta. Po odejściu z urzędu zajął się praktyką w zawodzie radcy prawnego w ramach własnej kancelarii. Założył Stowarzyszenie Obywatelskie Świebodzice. W 2014 bezskutecznie ubiegał się z ramienia własnego komitetu o funkcję burmistrza Świebodzic, bez powodzenia startował także do sejmiku dolnośląskiego z ramienia KWW Bezpartyjni Samorządowcy.
W wyborach parlamentarnych w 2015 kandydował do Sejmu w okręgu wałbrzyskim z pierwszego miejsca na liście komitetu wyborczego wyborców Kukiz’15, zorganizowanego przez Pawła Kukiza. Uzyskał mandat posła VIII kadencji, otrzymując 7725 głosów. W maju 2016 opuścił klub poselski Kukiz’15, współtworząc koło poselskie Wolni i Solidarni (pod przewodnictwem Kornela Morawieckiego), którego został wiceprzewodniczącym. 18 listopada 2016 zarejestrował, wspólnie z Kornelem Morawieckim i Małgorzatą Zwiercan, partię o tej samej nazwie.
W 2018 był kandydatem Prawa i Sprawiedliwości na prezydenta Wałbrzycha. W głosowaniu z 21 października uzyskał 13,1% poparcia, przegrywając z Romanem Szełemejem, który zdobył 84,5% głosów. W grudniu tego samego roku przeszedł z WiS do klubu parlamentarnego PiS. Wstąpił również do PiS. W wyborach parlamentarnych w 2019 z powodzeniem ubiegał się o poselską reelekcję w tym samym okręgu, otrzymując 10 688 głosów.
27 listopada 2019 został sekretarzem stanu w Ministerstwie Klimatu (w październiku 2020 przekształconym w Ministerstwo Klimatu i Środowiska). W styczniu 2020 został pełnomocnikiem rządu ds. odnawialnych źródeł energii. W wyborach w 2023 po raz trzeci z rzędu uzyskał mandat poselski z wynikiem 11 817 głosów. W grudniu tego samego roku zakończył pełnienie funkcji w administracji rządowej.

## Wyniki w wyborach ogólnopolskich
| Wybory | Komitet wyborczy | Komitet wyborczy       | Organ              | Okręg | Wynik          |
| ------ | ---------------- | ---------------------- | ------------------ | ----- | -------------- |
| 2015   |                  | Kukiz'15               | Sejm VIII kadencji | nr 2  | 7725 (3,30%)   |
| 2019   |                  | Prawo i Sprawiedliwość | Sejm IX kadencji   | nr 2  | 10 688 (3,78%) |
| 2023   | Sejm X kadencji  | Prawo i Sprawiedliwość | 11 817 (3,65%)     | nr 2  |                |